# Dykasteria
Dykasteria (od gr. dikasterion – władza, sąd) – urząd administracyjny Kościoła katolickiego. 
Większość dykasterii watykańskich zwana jest obecnie kongregacjami lub radami. Członkami rad mogą być osoby świeckie, jednakże w skład kongregacji wchodzą wyłącznie kardynałowie i biskupi. Przewodniczącego kongregacji nazywa się prefektem lub proprefektem, jeśli nie jest kardynałem. Zarówno on, jak i przewodniczący rady, wyznaczani są przez papieża na pięcioletnią kadencję. Prefektem kongregacji może zostać kardynał, w wypadku rady nie jest to warunek konieczny. 
Codzienną pracę dykasterii nadzoruje sekretarz, w kongregacji jest to arcybiskup, w radzie może być nim prezbiter.
Podsekretarzem dykasterii jest osoba duchowna (kongregacja) lub świecka (rady). 
Prefekt, sekretarz i podsekretarz stanowią grono określane mianem superiorów dykasterii.
Personel profesjonalny dykasterii składa się z księży i personelu świeckiego; personel pomocniczy to przede wszystkim osoby świeckie, zazwyczaj Włosi.
Dykasterie korzystają z pomocy konsultorów, czyli ekspertów w dziedzinach, którymi zajmuje się rada lub kongregacja. Często są to świeccy profesorowie prawa kanonicznego lub teologii, jednakże większość konsultorów kongregacji to duchowni, a większość konsultorów rad to osoby świeckie. 
W 1999 roku w Watykanie istniało 9 kongregacji i 11 rad; większość z nich pełniła funkcje jurysdykcyjne (kongregacje) i promocyjne (rady). Dykasterie wiele czasu poświęcają też badaniom, w jakim stopniu nauka Kościoła stosuje się do konkretnej sytuacji. Dykasterie organizują konferencje na tak istotne tematy współczesne jak AIDS, pomoc humanitarna, problemy stanu duchowego, a także publikują wyniki swoich badań oraz organizują konferencje prasowe. 
W okresie sediswakancji, czyli po śmierci papieża lub zrzeczeniu się przez niego urzędu, prefekci i przewodniczący większości dykasterii przestają sprawować swoje funkcje, co dokładnie reguluje konstytucja apostolska Universi Dominici gregis.

## Dykasterie Kurii Rzymskiej
- Dykasteria ds. Ewangelizacji
- Dykasteria Nauki Wiary
- Dykasteria ds. Posługi Miłosierdzia
- Dykasteria ds. Kościołów Wschodnich
- Dykasteria ds. Kultu Bożego i Dyscypliny Sakramentów
- Dykasteria Spraw Kanonizacyjnych
- Dykasteria ds. Biskupów
- Dykasteria ds. Duchowieństwa
- Dykasteria ds. Instytutów Życia Konsekrowanego i Stowarzyszeń Życia Apostolskiego
- Dykasteria ds. Świeckich, Rodziny i Życia
- Dykasteria ds. Popierania Jedności Chrześcijan
- Dykasteria ds. Dialogu Międzyreligijnego
- Dykasteria ds. Kultury i Edukacji
- Dykasteria ds. Integralnego Rozwoju Człowieka
- Dykasteria ds Tekstów Prawnych
- Dykasteria ds. Komunikacji

### Trybunały
- Penitencjaria Apostolska
- Rota Rzymska
- Najwyższy Trybunał Sygnatury Apostolskiej